# 전망 좋은 하우스 - 맛있는 섹스
"전망 좋은 하우스 - 맛있는 섹스"는 한국에서 제작된 MR.엘 감독의 2013년 멜로/로맨스 영화이다.

## 출연

### 주연
- 윤보리
- 김지원